# Croton nummulariifolius
Espèce
Croton nummulariifolius est une espèce de plantes à fleurs du genre Croton et de la famille des Euphorbiaceae présente de Cuba à Porto Rico.
Il a pour synonymes:
- Croton galeottianus, Baill., 1858
- Croton serpyllifolius, Müll.Arg., 1864
- Croton serpylloides, Griseb., 1860
- Oxydectes nummulariifolia, (A.Rich.) Kuntze